# Kingwood Township
Ne doit pas être confondu avec Kingwood.
Kingwood Township est un township américain situé dans le comté de Hunterdon au New Jersey.

## Géographie
Kingwood Township comprend les localités de Baptistown, Barbertown, Byram, Idell Milltown, Kingwood, Milltown, Treasure Island, Tumble et Tumble Falls. Il est bordé par le Delaware et comprend plusieurs îles situées sur ce fleuve entre Frenchtown et Tumble Falls.
La municipalité s'étend sur 35,77 milles carrés (92,64 km2) dont 0,62 mille carré (1,61 km2) d'étendues d'eau.
| Frenchtown                      | Alexandria Township               | Franklin Township |
| Tinicum Township (Pennsylvanie) | Kingwood Township                 | Delaware Township |
| Tinicum Township (Pennsylvanie) | Plumstead Township (Pennsylvanie) | Delaware Township |

## Histoire
Le township de Kingwood est formé en 1749 à partir du township de Bethlehem. Il est officiellement constitué le 21 février 1798. En 1845, après référendum, une partie de son territoire se détache pour former le township de Franklin. En 1876, c'est au tour de la ville de Frenchtown de devenir un borough indépendant.

## Démographie
Lors du recensement de 2010, la population de Kingwood Township est de 3 845 habitants.